# Большекирдяшевский сельсовет
Большекирдяшевский сельсовет — муниципальное образование со статусом сельского поселения в Наровчатском районе Пензенской области Российской Федерации.
Административный центр — село Большое Кирдяшево.

## История
Статус и границы сельского поселения установлены Законом Пензенской области от 2 ноября 2004 года № 690-ЗПО «О границах муниципальных образований Пензенской области».

## Население
| 2002 | 2010 | 2012 | 2013 | 2014 | 2015 | 2016 |
| ---- | ---- | ---- | ---- | ---- | ---- | ---- |
| 430  | ↘360 | ↘334 | ↘323 | ↘315 | ↘302 | ↘294 |
| 2017 | 2018 | 2021 |      |      |      |      |
| ↘283 | ↘281 | ↘223 |      |      |      |      |

## Состав сельского поселения
| № | Населённый пункт  | Тип населённого пункта       | Население |
| - | ----------------- | ---------------------------- | --------- |
| 1 | Барабановка       | деревня                      | 1         |
| 2 | Большое Кирдяшево | село, административный центр | ↗316      |
| 3 | Казенчик          | село                         | ↘4        |
| 4 | Малый Колоярчик   | деревня                      | 2         |
| 5 | Подлесная         | деревня                      | 14        |
| 6 | Сосновка          | деревня                      | 23        |